# W42CA
G'zOne W42CA（ジーズワン　ダブリューよんにーシーエー）は、カシオ計算機およびカシオ日立モバイルコミュニケーションズ（現・日本電気(NEC)）が日本国内向けに開発した、auブランドを展開するKDDIおよび沖縄セルラー電話の第3/3.5世代（CDMA 1X WIN）対応携帯電話である。

## 概要
先に発売されたG'zOne TYPE-R（A5513CA）の上位に相当する機種。同機種発売後に要望のあったWINに対応した端末で、WIN対応端末ではカシオ初のQVGA液晶（240×320ドット）、およびau携帯電話専用オリジナルプラットフォーム「KCP」を採用した機種である。ターゲットとしている年齢層の違いからボディデザインはG'zOne TYPE-Rに比べ控えめなものに変更されている。一方、E03CAはW42CAの一部を変更したカシオ初のBluetooth対応端末であり法人向け端末である。

## E03CA
E03CAは、W42CAをベースとし、Bluetoothや1200mAhの大容量バッテリー等を搭載した法人ユーザー向け端末で、2006（平成18）年12月に発売された。法人向けモデルだが、既存の法人向けモデル「E02SA」、「W44K/K II法人アプリプリセットモデル」、「W61K法人アプリプリセットモデル」と異なり、既存の1X対応法人向けモデル「B01K」や1X WIN対応法人向けモデル「E05SH」および「E07K」、「E08T」、スマートフォンの「E30HT」同様、一般（個人）のユーザーも取り寄せることが可能である。外見上はW42CAと比較して奥行が33mmになっている点を除けばW42CAとほぼ同じで、大きく重くなった分、ヒンジが強化されている。E03CAにW42CAのバッテリーを装着することもでき、その場合は同様の寸法となる。なお、逆にW42CAでE03CAの大容量バッテリーを基本的には使用することはできない。
主な法人導入事例としては、ヤマト運輸がセールスドライバー向けの携帯端末として導入したことを公表している。
なお、ヤマト運輸で使用しているモデルは一般向けモデルとは異なり（商品コードも別）同社専用モデルで、同社以外に提供されることはない。
一番わかりやすい一般向けモデルとの相違点は、簡易留守メモのアナウンスが『こちらはヤマト運輸です。』とデフォルトで設定されている。

## 沿革
W42CA
- 2006年（平成18年）5月22日 - KDDI、およびカシオ計算機より公式発表。
- 2006年6月29日 - 順次発売。

E03CA
- 2006年9月20日 - KDDIより公式発表。
- 2006年12月8日 - 順次発売。

共通
- 2012年（平成24年）7月22日 - L800MHz帯（旧800MHz帯・CDMA Band-Class 3／JTACS）エリアによるサービスの停波。以降は2GHz帯（CDMA Band-Class 6）エリアのサービスのみのサポートとなる。
- 2022年（令和4年）3月31日 - 3Gサービスの完全終了・完全停波により当端末は利用不可となる[2]。

## 不具合
2006年8月7日に以下の不具合の修正がケータイアップデートにより行われた。
- 6月から7月にかけて販売されたW42CAとW42Hの2機種（販売数計約9万6,300台）で、「%n」「%S」その他数字などの特定の文字列を含むメールを送受信した場合に、電源がオフになる。

2007年3月29日に以下の不具合の修正がケータイアップデートにより行われた。
- 端末の電源ON時に、au ICカードの読み込み中に再起動を繰り返す場合がある。（ただし、今後供給される予定の新仕様のカードのみで、現状では発生しない。）

## 対応サービス
- au LISTEN MOBILE SERVICE
  - EZ「着うたフル」
- SD-Audio(AAC)
- Business Messenger（E03CAのみの対応サービス）

ほか多数のサービスに対応。

## 注
1. ↑  2012年7月23日より利用不可
2. ↑  「CDMA 1X WIN」サービスの終了について - KDDI 2018年11月16日